# Command Performance (1931)
Command Performance is een Amerikaanse dramafilm uit 1931 onder regie van Walter Lang.

## Verhaal
Een acteur lijkt als twee druppels water op een prins. Hij reist door een buurland om er een prinses het hof te maken. Hij wil zijn vaderland van oorlog redden door een strategische alliantie te sluiten.

## Rolverdeling
| Acteur               | Personage                  |
| -------------------- | -------------------------- |
| Neil Hamilton        | Peter Fedor / Prins Alexis |
| Una Merkel           | Prinses Katerina           |
| Helen Ware           | Koningin Elinor            |
| Albert Gran          | Koning Nicholas            |
| Lawrence Grant       | Graaf Vellenburg           |
| Thelma Todd          | Lydia                      |
| Vera Lewis           | Koningin Elizabeth         |
| Mischa Auer          | Hertog Charles             |
| Burr McIntosh        | Masoch                     |
| Wilhelm von Brincken | Kapitein Boyer             |
| Murdock MacQuarrie   | Blondel                    |